# 桂林寺 (文京区)
桂林寺（けいりんじ）は、東京都文京区にある臨済宗妙心寺派の寺院。

## 歴史
1628年（寛永5年）、徳姫（上杉定勝の娘、前田利治の正室）の開基である。当時は「五葉庵」という名称だった。
その後、現在の港区の辺りを転々としていたが、1727年（享保12年）に現在地に移転した。その際に「桂林寺」に改称した。

## 寺宝等
当寺は創建以来、幸いにも火災や震災や戦災から免れており、本尊や古文書などが残っている。
- 聖観音像（本尊）
- 阿弥陀如来坐像
- 釈迦涅槃図掛軸
- 中興開山大拙和尚頂相掛軸
- 十六善神像掛軸
- 達磨像掛軸

## 墓所
- 本多利明（経世家）

## 交通アクセス
- 護国寺駅より徒歩5分。